# Salomé (zangeres)
Salomé, pseudoniem van Maria Rosa Marco Poquet (Barcelona, 21 juni 1939), is een Spaanse zangeres.

## Biografie
Salomé kreeg bekendheid toen ze Spanje mocht vertegenwoordigen op het Eurovisiesongfestival van 1969, dat gehouden werd in Madrid. Met haar liedje Vivo cantando haalde ze 18 punten en daarmee bezorgde ze Spanje een tweede songfestivalzege op rij, het eerste land dat dit presteerde. De overwinning moest echter wel gedeeld worden met Frankrijk, Nederland en het Verenigd Koninkrijk, die evenveel punten hadden behaald. De reglementen voorzagen niet in een gelijke stand en daardoor waren er vier winnaars. Hierna werd het reglement wel aangepast zodat dit niet meer zou voorvallen. Tot op heden is Salomé de laatste Spaanse inzending die het songfestival heeft gewonnen.
Vivo cantando werd door Salomé opgenomen in zeven talen: Catalaans, Baskisch, Frans, Duits, Italiaans, Engels en Servo-Kroatisch.
In 2004 verscheen Salomé (met onder anderen Massiel, de enige andere Spaanse songfestivalwinnaar) in de finale van Operación Triunfo, dat toen diende om de kandidaat voor het songfestival aan te wijzen.